# Willisau (district)
Het district Willisau (Duits: Bezirk Willisau) is een voormalig district in het kanton Luzern. Het district had  als hoofdplaats het dorp Willisau.
Op 17 juni 2007 werd in de Kantonsraad van Luzern een nieuwe wet voor de indeling van het kanton aangenomen waarmee de districten van Luzern per 1 januari 2008 de districten werden afgeschaft.
Het district omvatte de volgende gemeenten:
| Wapen        | Gemeentenaam           | Inwoners (31/12/2005) | Oppervlakte (km²) |
| ------------ | ---------------------- | --------------------- | ----------------- |
| Alberswil    | Alberswil              | 547                   | 3,53              |
| Altbüron     | Altbüron               | 905                   | 6,80              |
| Altishofen   | Altishofen             | 1335                  | 5,76              |
| Dagmersellen | Dagmersellen           | 4433                  | 24,00             |
| Ebersecken   | Ebersecken             | 415                   | 8,56              |
| Egolzwil     | Egolzwil               | 1268                  | 4,18              |
| Ettiswil     | Ettiswil               | 2211                  | 12,58             |
| Fischbach    | Fischbach              | 699                   | 8,05              |
| Gettnau      | Gettnau                | 964                   | 6,05              |
| Grossdietwil | Grossdietwil           | 820                   | 10,20             |
| Hergiswil    | Hergiswil bei Willisau | 1815                  | 31,04             |
| Luthern      | Luthern                | 1439                  | 37,76             |
| Menznau      | Menznau                | 2715                  | 30,33             |
| Nebikon      | Nebikon                | 2175                  | 3,73              |
| Ohmstal      | Ohmstal                | 327                   | 4,43              |
| Pfaffnau     | Pfaffnau               | 2063                  | 17,68             |
| Reiden       | Reiden                 | 5857                  | 27,10             |
| Roggliswil   | Roggliswil             | 648                   | 6,21              |
| Schötz       | Schötz                 | 3231                  | 10,84             |
| Ufhusen      | Ufhusen                | 837                   | 12,21             |
| Wauwil       | Wauwil                 | 1598                  | 2,96              |
| Wikon        | Wikon                  | 1359                  | 8,30              |
| Willisau     | Willisau               | 7158                  | 41,69             |
| Zell         | Zell                   | 1956                  | 13,91             |
|              | Totaal (24)            | 46.775                | 336,99            |

## Gemeentefusies
Op 1 januari 2006 waren er enkele gemeenten gefuseerd:
- De gemeenten Dagmersellen, Uffikon en Buchs werden gefuseerd tot Dagmersellen.
- De gemeenten Ettiswil en Kottwil werden gefuseerd tot Ettiswil.
- De gemeenten Willisau Stadt en Willisau Land werden gefuseerd tot Willisau.
- De gemeenten Langnau bei Reiden, Reiden en Richenthal werden gefuseerd tot Reiden.

Adligenswil‎ · Aesch‎ · Alberswil‎ · Altbüron‎ · Altishofen‎ · Ballwil · Beromünster‎ · Buchrain · Büron · Buttisholz · Dagmersellen · Dierikon · Doppleschwand · Ebikon · Egolzwil · Eich  · Emmen · Entlebuch · Ermensee · Eschenbach · Escholzmatt-Marbach · Ettiswil · Fischbach · Flühli · Geuensee · Gisikon · Greppen · Grossdietwil · Grosswangen · Hasle · Hergiswil bei Willisau‎ · Hildisrieden‎ · Hitzkirch‎ · Hochdorf · Hohenrain · Honau · Horw · Inwil · Knutwil · Kriens · Luthern · Luzern · Malters · Mauensee · Meggen · Meierskappel · Menznau · Nebikon · Neuenkirch · Nottwil · Oberkirch · Pfaffnau · Rain · Reiden · Rickenbach · Roggliswil · Römerswil · Romoos · Root · Rothenburg · Ruswil · Schenkon · Schlierbach · Schongau · Schötz · Schüpfheim · Schwarzenberg · Sempach · Sursee · Triengen · Udligenswil · Ufhusen · Vitznau · Wauwil · Weggis · Werthenstein · Wikon · Willisau · Wolhusen · Zell